# Pic Agassiz
Le pic Agassiz (en allemand : Agassizhorn) est une montagne des Alpes bernoises, située 1,5 kilomètre au nord-ouest du Finsteraarhorn, dont il est séparé par l’Agassizjoch. Il doit son nom au géologue et zoologiste Louis Agassiz.
En 2007, à l’occasion du bicentenaire de la naissance de Louis Agassiz, la campagne Démonter Agassiz attira l’attention sur les théories racistes relayées par ce dernier et demanda que le pic soit rebaptisé pic Renty, du nom d’un esclave photographié en Caroline du Sud par Agassiz dans le but de prouver « scientifiquement » l’infériorité de la « race noire »,.

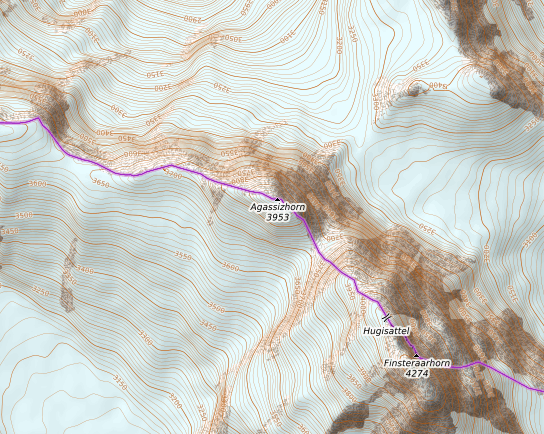
Carte topographique du pic.